# Matthias Fahrig

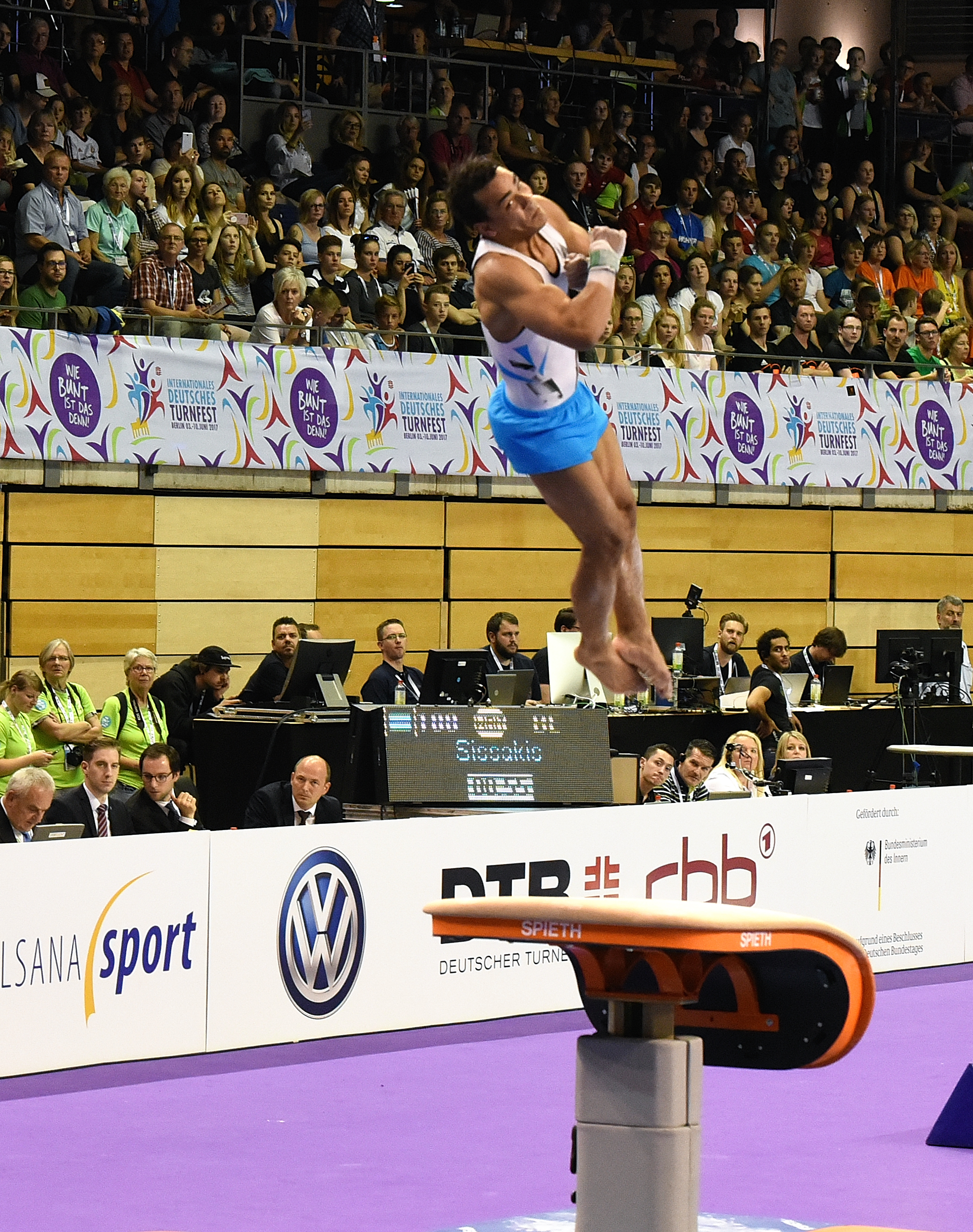
Matthias Fahrig, 2017.

Matthias Fahrig, (Wittenberg, 15 de dezembro de 1985) é um ginasta que compete em provas de ginástica artística pela Alemanha.
Matthias compôs a equipe alemã de ginástica, que competiu nos Jogos Olímpicos de Atenas, em 2004, no qual não alcançou notas para pódios na única prova para a qual foi à final.

## Carreira
Filho de mãe alemã e pai cubano, Mathias iniciou-se na ginástica aos oito anos de idade na Escola de Esportes (Sportschule) da cidade de Halle an der Saale. Aos dezenove, conquistou sua primeira medalha enquanto atleta nacional, na etapa de Stuttgart da Copa do Mundo: a prata. No mesmo ano, disputou os Jogos Olímpicos de Atenas, nos quais atingiu a oitava colocação por equipes, e conquistou a medalha de bronze em outra etapa da Copa do Mundo. No ano seguinte, em cinco etapas da Copa, subiu ao pódio em uma ocasião, na realizada em São Paulo, no Brasil.
Em 2006, na Copa de Glasgow, foi o medalhista de prata no solo e no salto. No ano seguinte, conquistou o bronze, também no salto, no Europeu de Amsterdã. Dois anos mais tarde, no Europeu de Milão, conquistou a prata nos exercícios de solo, superado pelo compatriota, Fabian Hambüchen. Em 2009, Matthias, disputou o Campeonato Mundial de Londres. Nele, classificou-se para a final do solo, no qual encerrou na sexta colocação. No princípio de novembro do mesmo ano, competiu na Swiss Cup, ao lado de Kim Bui, e conquistou a primeira colocação, ao superar o compatriota Thomas Taranu e o suíço Niki Böschenstein.
Em campeonatos alemães, Fahrig foi tetracampeão no salto, entre os anos de 2004 e 2007, onde também foi campeão nas disputas do solo.

## Principais resultados
| Ano  | Evento                                    | AA              | Equipe            | Solo             | Cavalo com alças | Argolas | Salto sobre o cavalo | Barras paralelas | Barra fixa |
| ---- | ----------------------------------------- | --------------- | ----------------- | ---------------- | ---------------- | ------- | -------------------- | ---------------- | ---------- |
| 2004 | Jogos Olímpicos                           |                 | 8º                |                  |                  |         |                      |                  |            |
| 2004 | Campeonato Nacional Alemão                |                 |                   | Medalha de ouro  |                  |         | Medalha de ouro      |                  |            |
| 2005 | Copa do Mundo - Cottbus                   |                 |                   | 7º               |                  |         | 6º                   |                  |            |
| 2005 | Campeonato Nacional Alemão                |                 |                   | Medalha de ouro  |                  |         | Medalha de ouro      |                  |            |
| 2005 | Copa do Mundo - São Paulo                 |                 |                   | 7º               |                  |         | Medalha de prata     |                  | 5º         |
| 2006 | Campeonato Nacional Alemão                |                 |                   | Medalha de ouro  |                  |         | Medalha de ouro      |                  |            |
| 2006 | Copa do Mundo - Glasgow                   |                 |                   | Medalha de ouro  |                  |         | Medalha de ouro      |                  |            |
| 2007 | Campeonato Europeu                        |                 |                   |                  |                  |         | Medalha de bronze    |                  |            |
| 2007 | Campeonato Nacional Alemão                |                 |                   | Medalha de ouro  |                  |         | Medalha de ouro      |                  |            |
| 2009 | Campeonato Europeu                        |                 |                   | Medalha de prata |                  |         |                      |                  |            |
| 2009 | Campeonato Mundial de Ginástica Artística |                 |                   | 6º               |                  |         | 13º                  |                  |            |
| 2009 | Swiss Cup                                 | Medalha de ouro |                   |                  |                  |         |                      |                  |            |
| 2010 | Campeonato Europeu                        |                 | Medalha de ouro   | Medalha de ouro  |                  |         | Medalha de prata     |                  |            |
| 2010 | Campeonato Mundial de Ginástica Artística |                 | Medalha de bronze |                  |                  |         |                      |                  |            |